# Martin Rosengaard Knudsen
Martin Rosengaard Knudsen (født 1979 i Helsingør) er en dansk forfatter, som bor og arbejder i Berlin og København. Han skriver under pseudonymet Martin K, måske inspireret af Kafkas figur Joseph K.
Martin Rosengaard Knudsen har udgivet romanen Fedt, der udkom i 2006. 
Under navnet wooloo har Sixten Kai Nielsen og Martin Rosengaard samarbejdet om diverse kunstneriske produktioner siden 2003. Omdrejningspunktet for deres arbejde er forsøget på at udfordre samfundsmæssige magtstrukturer gennem interventioner i specifikke politiske, sociale og/eller mediestrukturelle produktioner af interessebestemte virkelighedsopfattelser.
Wooloo stod bag bag kampagnegruppen Defending Denmark.
Wooloo meldte sig ind i Dansk Folkepartis Ungdom (DFU). I den periode deltog Wooloo i en intern DFU-sommerlejr, hvor de overså planlægningen af en underholdningskonkurrence, hvor deltagerne skulle tegne en kamel ved navn Muhammed. Wooloo optog konkurrencen med kamera. Videoen blev offentliggjort på Defending Denmarks hjemmeside og spredte sig hurtigt til andre medier både i Danmark og i Mellemøsten.
Se også: DFU's Muhammed-tegninger